# Oeclidius nanus
Oeclidius nanus är en insektsart som beskrevs av Van Duzee 1914. Oeclidius nanus ingår i släktet Oeclidius och familjen Kinnaridae. Inga underarter finns listade i Catalogue of Life.